# ریچارد براش
ریچارد براش (انگلیسی: Richard Brush؛ زادهٔ ۲۶ نوامبر ۱۹۸۴) بازیکن فوتبال اهل بریتانیا است.
از باشگاه‌هایی که در آن بازی کرده‌است می‌توان به باشگاه فوتبال تاموورث، باشگاه فوتبال اسلایگو راورز، باشگاه فوتبال نانیتون تاون، باشگاه فوتبال کاونتری سیتی، باشگاه فوتبال استافورد رانجرز، باشگاه فوتبال شامروک روورز، و باشگاه فوتبال شروزبری تاون اشاره کرد.